# Bebé robado
Bebé robado (Deutsch: Geraubtes Baby) bezeichnet die Opfer des systematischen Raubs von Neugeborenen in Spanien bis in die 1990er Jahre. In der Zeit des Franco-Faschismus etablierte sich eine von der römisch-katholischen Kirche und anderen Institutionen teilweise gestützte Praxis, Neugeborene unmittelbar nach ihrer Geburt ihren leiblichen Müttern zu entziehen und an systemtreue Familien zu verkaufen. Ihre Herkunft wurde verschleiert. Die Aufarbeitung dieser jahrzehntelangen Verbrechen begann in Spanien erst in den 2000er Jahren.

## Hintergrund
Das Regime des ultrakatholischen Franquismus begünstigte den verbrecherischen Babyhandel. Bereits in den 1930er und 1940er Jahren nahmen spanische Falangisten republikanischen Frauen in Gefängnissen ihre Kinder ab und gaben sie an regimetreue Familien. In den 1960er und 1970er Jahren änderte sich nach Beobachtung der Journalisten Montserrat Armengou und Ricard Belis das Motiv der Täter: aus der politischen wurde eine „moralische“ Repression. Die Täter des systematischen Kinderraubs seien alle sehr gut mit den Eliten des Franquistischen Spaniens vernetzt gewesen. Die weitgehend gegen Strafverfolgung immunen Institutionen der Römisch-Katholischen Kirche, das Militär und der Opus Dei seien für den Kinderraub wesentlich gewesen.
Im faschistisch-falangistischen Spanien waren kinderreiche Familien angesehener als kinderlose Paare. Alleinerziehende Mütter waren selten und trugen ein gesellschaftliches Stigma. Eine unverheiratete Frau wurde nach spanischem Recht erst mit 26 Jahren volljährig. Ein weiterer begünstigender Umstand war das Ley de Parto Anόnimo, das Gesetz zur anonymen Geburt. Mit dem Gesetz sollten angeblich unverheiratete Mütter vor gesellschaftlicher Stigmatisierung geschützt werden. Das Gesetz begünstigte stark den systematischen Kinderhandel im großen Maßstab. Das Gesetz wurde in Spanien erst im Jahr 1997 geändert.
In den 1980er und 1990er Jahren entwickelten sich aus dem ehemals faschistisch-ultrakatholischen Schema ein für die Täter lukrativer Menschenhandel.

## Praxis
Der Raub Neugeborener lief in spanischen Krankenhäusern immer wieder nach dem gleichen Schema ab. Nach der Geburt im Krankenhaus sagte man der Mutter, ihr Kind sei tot. Zweifelte sie an dem Tod ihres Kindes kurz nach der Entbindung, zeigte man ihr einen toten Säugling. Diese Kinderleiche wurde im Krankenhaus San Ramón in Madrid als „Beweisstück“ in einem Gefrierschrank aufbewahrt und immer wieder aufgetaut.
In einem Nebenraum der Klinik wartete bereits die künftige Adoptivmutter. Viele der Adoptivmütter wurden in dem Glauben gehalten, die Adoption sei von der leiblichen Mutter gewollt.
Formell trug der Arzt unmittelbar die Adoptiveltern in die Geburtsurkunde ein, womit keine wirkliche Adoption stattgefunden hatte. Die Adoptiveltern stammten meist aus anderen Regionen Spaniens, was die spätere Ermittlung erschweren sollte.
Medial besonders bekannt wurde die jahrzehntelange Praxis des Madrider Gynäkologen Eduardo Vela in der Klinik San Ramon. 1981 wurde in 70 Prozent der in der Klinik dokumentierten Geburten „Mutter unbekannt“ gemäß dem Ley de Parto Anόnimo, angegeben. Zwar sind Fälle geraubter Neugeborener in ganz Spanien dokumentiert, die meisten illegalen Adoptionen fanden laut ANADIR jedoch in Madrid, im Baskenland, in Katalonien und Andalusien statt.
Wesentliche Beteiligte der mafiösen Strukturen waren römisch-katholische Geistliche und Ordensfrauen, Rechtsanwälte, Hebammen, Krankenpfleger und Ärzte. Die höchste bekannte Summe, die für einen Säugling gezahlt wurde, betrug drei Millionen Peseten (ca. 18.000 Euro).

## Fallzahlen
Offizielle Zahlen von ihren Müttern illegal oder unter Druck entzogenen Neugeborenen existieren nicht. In der Betroffenenorganisation ANADIR schlossen sich bis 2012, 2000 Opfer von Zwangsadoptionen zusammen.

## Aufarbeitung
Erst in den 2010er Jahren wurde das Ausmaß und die kriminelle Struktur des Handels mit Neugeborenen deutlich. Betroffene gründeten die Opferorganisation Associaciόn Nacional de Afectados por las Adopciones Irregulares (ANADIR). Durch moderne Methoden von DNA-Tests ist es heute möglich, eindeutig zu klären, ob es sich bei möglichen Betroffenen um die leiblichen Eltern handelt.
Die Recherche in den Archiven der Krankenhäuser und römisch-katholischen Wohnheimen für alleinstehende Frauen gestalteten sich schwierig. Etliche Ermittlungen wurden von spanischen Staatsanwälten wegen Verjährung eingestellt.
2011 reichte ANADIR eine Sammelklage von 262 Fällen bei der Staatsanwaltschaft in Madrid ein. Im April 2012 begann zum ersten Mal in Madrid ein Prozess –  gegen die Ordensfrau Maria Gómez Valbuena wegen Kindesentführung.
Der österreichische Komponist Christian Kolonovits verarbeitete das Thema in seiner 2014 uraufgeführten Oper El Juez.

## Belege
1. ↑  Evangelisch.de (2012): Der geraubte Sohn. 8. November 2012, https://www.evangelisch.de/inhalte/40741/08-11-2012/der-geraubte-sohn
2. ↑  Evangelisch.de (2012): Der geraubte Sohn. 8. November 2012, https://www.evangelisch.de/inhalte/40741/08-11-2012/der-geraubte-sohn
3. ↑  Evangelisch.de (2012): Der geraubte Sohn. 8. November 2012, https://www.evangelisch.de/inhalte/40741/08-11-2012/der-geraubte-sohn
4. ↑  Katya Adler, BBC (2011): Spain's stolen babies and the families who lived a lie. 18. Oktober 2011; https://www.bbc.com/news/magazine-15335899
5. ↑  Evangelisch.de (2012): Der geraubte Sohn. 8. November 2012, https://www.evangelisch.de/inhalte/40741/08-11-2012/der-geraubte-sohn
6. ↑  Evangelisch.de (2012): Der geraubte Sohn. 8. November 2012, https://www.evangelisch.de/inhalte/40741/08-11-2012/der-geraubte-sohn
7. ↑  Laura Daniele, ABC.es (2019): La mujer que logró llevar a la Justicia el primer caso de bebé robado «no fue robada». 11. Juli 2019; https://www.abc.es/sociedad/abci-primera-mujer-logro-llevar-justicia-caso-bebe-robado-encuentra-familia-biologica-201907111145_noticia.html
8. ↑  Evangelisch.de (2012): Der geraubte Sohn. 8. November 2012, https://www.evangelisch.de/inhalte/40741/08-11-2012/der-geraubte-sohn